# Gombe (Nigeria)
Gombe è una delle undici aree a governo locale (local government areas) in cui è suddiviso lo Stato di Gombe, nella Repubblica Federale della Nigeria. Si estende su una superficie di 52 km² e conta una popolazione di 280.000 abitanti.